# 원두막

1891년 조선 어딘가에 있던 원두막

원두막(園頭幕)은 수박, 참외 등의 밭을 지키기 위하여 그 밭머리에 지어 놓은 막이다. 참외밭이나 수박밭을 관리할 때 쉬는 장소이면서 사러 오는 손님들을 맞이하는 장소로도 쓰인다.

## 주해
1. ↑  지붕이나 겨우 이어 비나 피할 수 있게 임시로 지은 집